# Hypnum subrelaxum
Hypnum subrelaxum là một loài Rêu trong họ Hypnaceae. Loài này được (Broth.) Paris mô tả khoa học đầu tiên năm 1905.